# Nunzio Aula
Nunzio Aula (Trapani, 6 giugno 1842 – Trapani, 21 ottobre 1924) è stato un imprenditore e politico italiano.

## Biografia
Laureato in ingegneria, imprenditore. Fu presidente della "Banca del popolo" di Trapani dal 1886 al 21 ottobre 1924. 
Fu consigliere e assessore comunale. In questa carica, durante il periodo del colera del 1887, si prodigò per combattere la grave epidemia.
Fu anche vicepresidente del Consiglio provinciale di Trapani. Fu sindaco di Trapani (1889-1890) e (1902-1904). Fu presidente della Camera di commercio di Trapani dal 1895 al 1902.
Nel 1899 fu nominato senatore del Regno d'Italia dalla XX legislatura.